# Montefiascone
Montefiascone je italské město ležící v oblasti Lazio, v provincii Viterbo, náležící k římskokatolické diecézi Viterbo.
K 30. červnu 2023 zde žilo přes 13 tisíc obyvatel.

## Administrativní dělení
Připojené obce: Bagnoregio, Bolsena, Capodimonte, Gradoli, Marta, San Lorenzo Nuovo, Viterbe

## Sousední obce
Bagnoregio, Bomarzo, Canepina, Caprarola, Celleno, Civitella d'Agliano, Graffignano, Marta, Monte Romano, Ronciglione, Soriano nel Cimino, Tuscania, Vetralla, Viterbo, Vitorchiano

## Historie

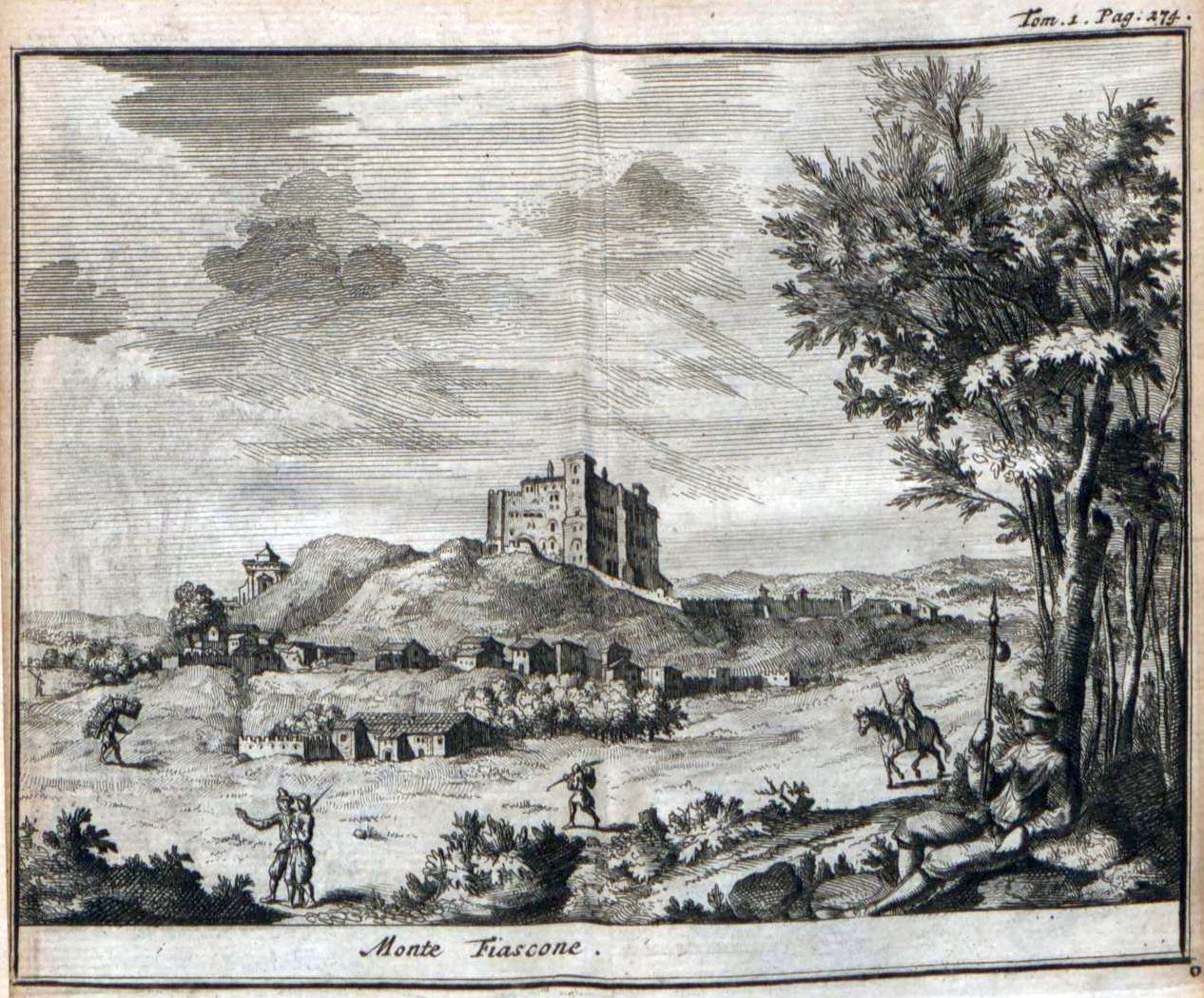
Veduta z roku 1709, ilustrace z knihy Delices de l'Italie

Na území města sídlili od 9. století př. n. l. Etruskové. Jméno města je odvozeno od latinského označení kmene Falisci a situce jejich sídla na hoře Mons Faliscorum. Údajně zde stál etruský chrám Fanum Voltumnae, v němž se scházeli zástupci dvanácti hlavních měst Etrurie.
První písemná zmínka o italském městě je z roku 853, kdy patřilo toskánskému biskupovi. V roce 1058 a 1074 se zde zastavili papežové Štěpán IX. a Řehoř VII. V roce 1093 hrad obléhal císař Jindřich IV. a v roce 1185 v něm pobýval císař Fridrich I. Barbarossa.
V následujících dvou stoletích hrad a sídlo zažívaly období nejvyšší nádhery. Hrad byl letním sídlem papežů a následně byl rozšiřován. Zlatý věk města skončil tzv. Avignonským zajetím papežů, kdy zde sídlil papežský legát kardinál Albornoz. V roce 1463 již hrad chátral a výrazný útlum města nastal po moru v roce 1657 a po zemětřesení v roce 1697.
Součástí nového Italského království se město stalo v roce 1870.
Koncem druhé světové války bylo město v květnu 1944 poškozeno dvěma spojeneckými nálety, hlavně nádraží a městská zástavba.

## Vývoj osídlení
| Rok            | 1881  | 1901  | 1921   | 1936   | 1951   | 1971   | 1991   | 2001   |
| Počet obyvatel | 7.389 | 9.371 | 10.336 | 11.277 | 11.563 | 11.819 | 12.656 | 12.653 |

Zdroj

## Památky

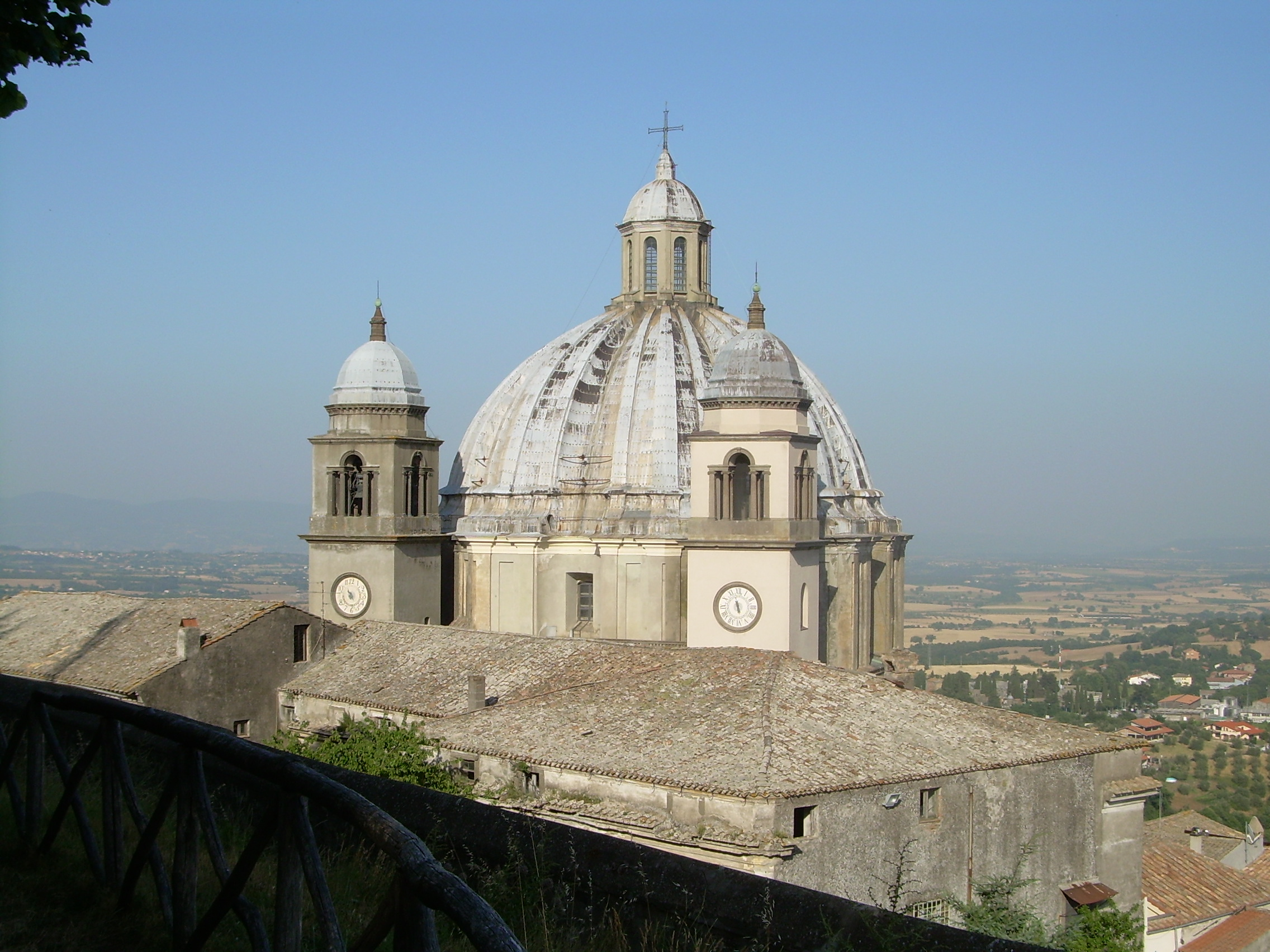
Kupole katedrály sv. Markéty

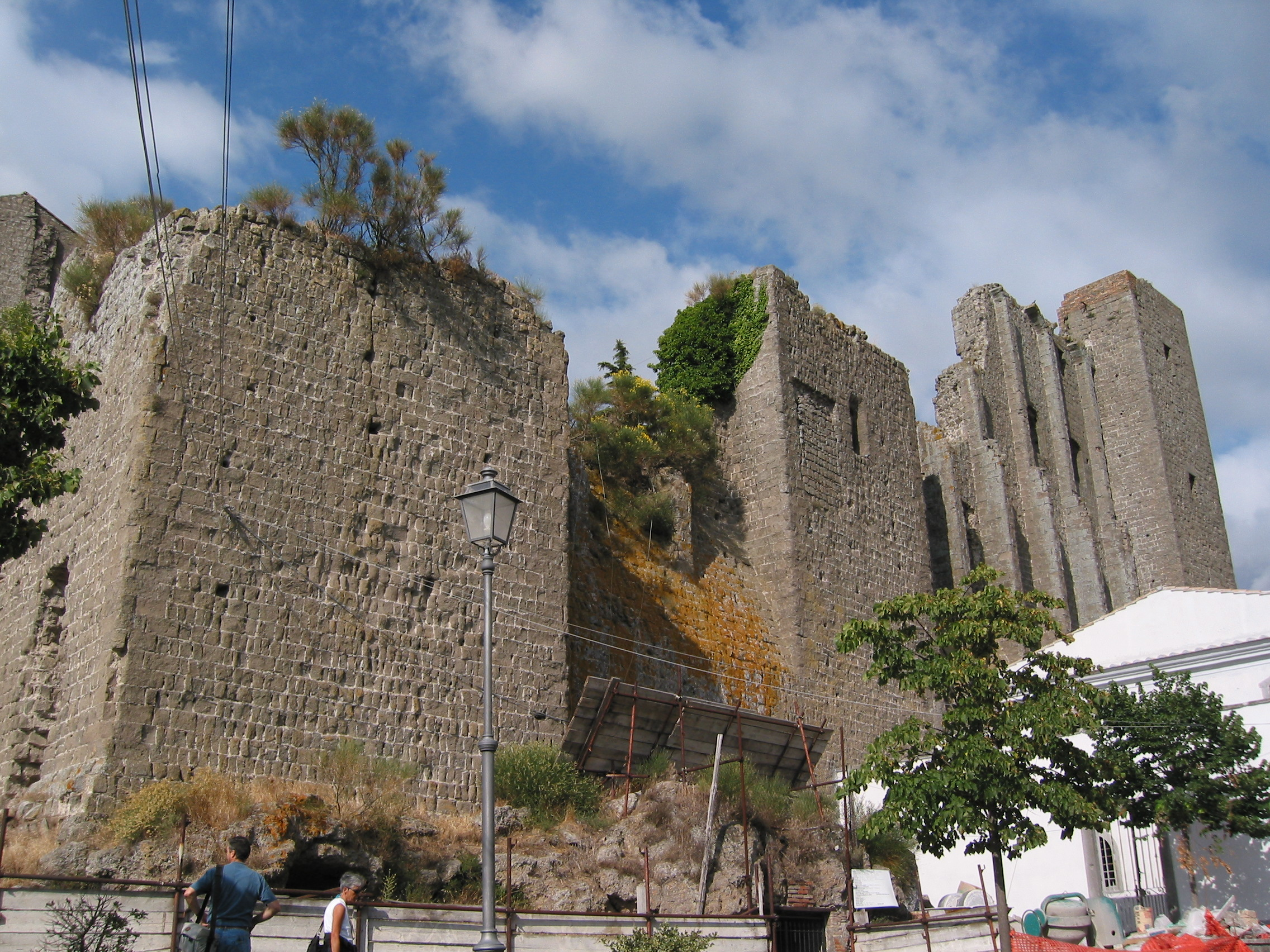
Ruiny papežského paláce

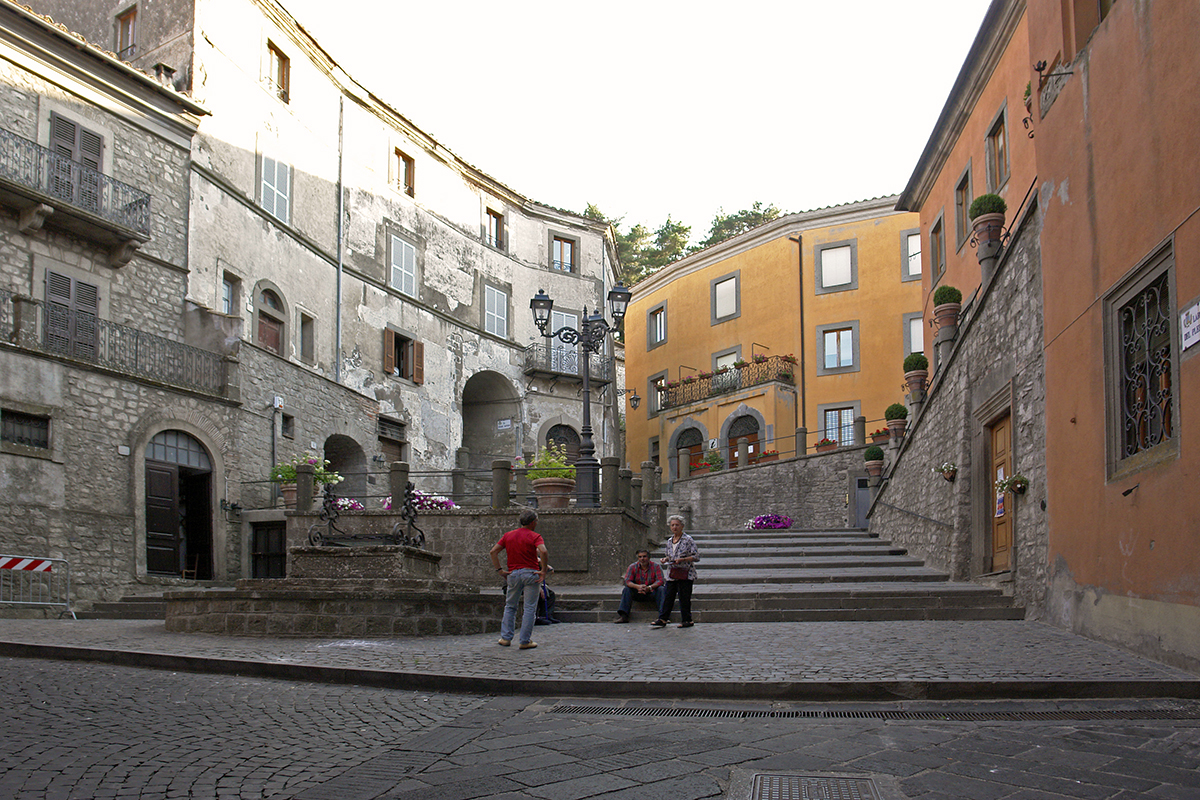
Staré město

- Katedrála sv. Markéty, založená kolem roku 1330 jako gotická, renesanční koncept byl jedním z prvních projektů architekta Michela Sanmichele, za spolupráce s Antoniem Sangalou mladším. Roku 1670 vyhořela, roku 1673 vytvořil architekt Carlo Fontana projekt grandiózní centrální stavby s osmibokou kupolí a dvěma hodinovými věžemi ve stylu římského baroka, která byla v následujícím desetiletí přistavěna ke katedrále středověké. Interiéru byla rekonstruován roku 1893. Jde o nejstarší evropskou svatyni sv. Markéty Antiochijské, do které byly ostatky světice přeneseny ve 13. století a odtud distribuovány do dalších zemí.[2]
- Chrám Santa Maria delle Grazie, gotickou stavbu projektoval také Sanmicheli.
- Chrám San Flaviano, založen r. 1032, rozšířen v gotickém slohu koncem 14. století, v interiéru fresky z téže doby. v kryptě hrob dómského kanovníka Johanna Fuggera z Augsburgu s nápisem Est! Est!! Est!!!, jím se označovaly dveře domů, jejichž vinice měly dobré víno.
- Chrám Santa Maria di Montedoro
- Chrám Sant'Andrea
- Rocca dei Papi - tzv. skála papežů, ruiny zpola zachovaného hradu, letní rezidence papežů, pobořeného zemětřesením, na vrcholu kopce s výhledem na Bolsenské jezero; muzeum architekta A. Sangalla mladšího.
- Falesco - od středověku tradiční vinice

- Montefiascone leží na středověké mariánské poutní cestě.

### Okolí
antické lázně a divadla ve Ferentu a Bolseně, 2 antické mosty v městečku Blera, villa Lante a zámek knížat Orsini v Braccianu.

## Slavnosti a svátky
- Každoročně 20. června se slaví svátek patronky města, svaté Markéty Antiochejské, s procesím. Je to nejstarší místo jejího kultu v Evropě, ostatky této světice sem byly přeneseny ze syrské Antiocheje a odtuda se rozdělovaly dalším svatyním.
- Slavnosti vína Estǃ Estǃǃ Estǃǃǃ; podle legendy to byla hláška císaře Jindřicha V. o kvalitě zdejšího vína, později přípitek, od 90. let 20. století značka bílého vína.

## Osobnosti
- Jean-Sifrein Maury - francouzský spisovatel, žil zde a byl titulárním biskupem z Montefiascone